# Dom Jacka Malczewskiego w Radomiu
Dom Jacka Malczewskiego w Radomiu – zabytkowa kamienica z 2. połowy XIX w., położona w Radomiu przy ul. Malczewskiego 8.
Kamienica została wybudowana pod koniec lat 70. XIX wieku. W budynku wynajmowała mieszkanie rodzina Malczewskich (wcześniej zamieszkiwała w innym domu na terenie Radomia). W tym czasie sam Jacek Malczewski przebywał już w Krakowie, jednak przyjeżdżał do domu na krótsze i dłuższe pobyty. Powstawały tu jego pierwsze rysunki i obrazy – m.in. w 1874 namalował swój pierwszy obraz olejny zatytułowany Portret siostry Heleny przy fortepianie. W pomieszczeniu na parterze budynku znajduje się plafon inspirowany malarstwem antycznym. Kamienica wpisana jest do rejestru zabytków Narodowego Instytutu Dziedzictwa pod numerem 496/A/91 z 6.11.1991.